# Nicolae Ciucă
Nicolae Ionel Ciucă (* 7. února 1967 Plenița) je rumunský voják a politik, Mezi roky 2021-2023 zastával úřad předsedy vlády Rumunska.
Vystudoval vojenskou akademii v Sibiu a zúčastnil se zahraničních misí v Bosně, Afghánistánu a Iráku. V roce 2010 se stal generálem a v roce 2015 náčelníkem generálního štábu rumunské armády. V říjnu 2019 byl uvolněn z armády a 4. listopadu téhož roku se stal ministrem obrany za Národně liberální stranu ve vládě Ludovica Orbana. V říjnu 2020 byl zvolen senátorem.
Po rezignaci premiéra Orbana 7. prosince 2020 se Ciucă stal úřadujícím předsedou vlády. Po volbách byl novým premiérem jmenován Florin Cîțu. V říjnu 2021 parlament Cîțuově vládě vyslovil nedůvěru. Prezident Klaus Iohannis pověřil Ciucu sestavením vlády široké koalice, která byla 25. listopadu 2021 schválena parlamentem.
V lednu 2022 byl obviněn, že velkou část své disertační práce na téma zahraničních misí rumunské armády opsal.